# Llorenç González
Llorenç González (Barcelona, 1 oktober 1984) is een Spaanse acteur bekend voor zijn rollen in de tv-serie Grand Hotel en de film El sexo de Los Angeles.
Llorenç, zoon van ouders die leraren zijn en broer van de acteur Robert González, is een Catalaans (musical)acteur. Met The Sex of Angels maakte hij een overstap naar de film, maar het was de rol van Andrés in de Antena 3 Gran Hotel die hem bekend maakte bij het grote publiek. Hij nam vanaf het tweede seizoen deel aan het succesvolle Velvet, waarin hij Jonás Infantes speelde en momenteel maakt hij deel uit van de hoofdcast van zijn spin-off Velvet Collection. González speelde enkele maanden in de Spaanse productie van Billy Elliot in de rol van Tony.
- Biblioteca Nacional de España: XX5277366
- Bibliothèque nationale de France: cb170162219 (data)
- International Standard Name Identifier: 0000 0004 0211 460X
- Système universitaire de documentation: 172591600
- Virtual International Authority File: 296908101
- WorldCat: E39PBJrmbxYbyH4kdwHC76kqwC